# Elżbieta Ratajczak
Elżbieta Teresa Ratajczak (ur. 14 sierpnia 1946 w Lesznie) – polska polityk, nauczycielka, posłanka na Sejm IV i V kadencji.

## Życiorys
W 1969 ukończyła studia z zakresu biologii na Uniwersytecie im. Adama Mickiewicza w Poznaniu, a w 1975 podyplomowe studia chemiczne na Uniwersytecie Gdańskim.
Od 1969 do 1971 kierowała laboratorium w Powiatowym Zakładzie Weterynarii w Lesznie. Następnie, do 1980 pracowała jako nauczycielka w zespole szkół ekonomicznych. Od 1980 do 2001 była kierownikiem laboratorium w Obwodzie Lecznictwa Kolejowego. Przewodniczyła lokalnemu oddziałowi Caritas.
Od 1998 do 2004 zasiadała w radzie miejskiej Leszna. W wyborach parlamentarnych w 2001 bez powodzenia kandydowała do Sejmu jako kandydatka Porozumienia Polskiego z listy Ligi Polskich Rodzin (otrzymała 1894 głosy). W 2004 objęła mandat posła IV kadencji w miejsce Witolda Tomczaka, który dostał się do Parlamentu Europejskiego. Ponownie została wybrana w 2005 z listy LPR (do której następnie wstąpiła) z okręgu kaliskiego liczbą 8342 głosów. Pracowała w Komisji Polityki Społecznej oraz Komisji Rodziny i Praw Kobiet.
W przedterminowych wyborach parlamentarnych w 2007 bez powodzenia ubiegała się o reelekcję (otrzymała 1202 głosy).